# Гута-Коморовська
Гута-Коморовська (пол. Huta Komorowska) — село в Польщі, у гміні Майдан-Крулевський Кольбушовського повіту Підкарпатського воєводства.
Населення — 1419 осіб (2011).
У 1975-1998 роках село належало до Тарнобжезького воєводства.

## Демографія
Демографічна структура станом на 31 березня 2011 року:
|          | Загалом | Допрацездатний вік | Працездатний вік | Постпрацездатний вік |
| -------- | ------- | ------------------ | ---------------- | -------------------- |
| Чоловіки | 730     | 145                | 513              | 72                   |
| Жінки    | 689     | 146                | 400              | 143                  |
| Разом    | 1419    | 291                | 913              | 215                  |